# Улюш
Улюш (тат. өлеш, башк. өлөш)  - татарська і башкирська національна страва.
Улюш готується з відвареного м'яса. Бульйон з капустою, картоплею, морквою і цибулею вариться і подається зі шматочками м'яса.
Улюш подається за бажанням як перша або як друга страва.

## Цікаві факти
Супи, до яких відноситься і улюш - улюблені страви башкир. За мусульманською традицією вони повинні бути густими і ситними. Гарячий наваристий суп - це найпоширеніша їжа, якою насичуються люди після трудового дня в Башкортостані. Супи рясно посипають свіжою зеленню, використовують прянощі, в тому числі перець червоний, чорний, білий і запашний, кмин, шафран, гвоздику, корицю, лавровий лист, імбир, мускатний горіх.